# Maciej Trzciński
Maciej Trzciński (ur. 11 listopada 1968 we Wrocławiu) – polski prawnik, archeolog i muzealnik, profesor nauk społecznych w dyscyplinie nauki prawne. Od roku 2010 kierownik Muzeum Archeologicznego we Wrocławiu (oddział Muzeum Miejskiego).

## Życiorys
W 1987 r. ukończył IX Liceum Ogólnokształcącego im. Juliusza Słowackiego we Wrocławiu. Ukończył studia na kierunkach archeologia i prawo Uniwersytetu Wrocławskiego. Uzyskał stopień doktora nauk humanistycznych w 1998, a w 2010 r. stopień doktora habilitowanego w dyscyplinie prawo, specjalność: kryminalistyka. Od 2013 r. jest profesorem nadzwyczajnym Uniwersytetu Wrocławskiego, a od 2023 profesorem nauk społecznych w dyscyplinie nauki prawne.
Od 1999 r. zawodowo jest związany z macierzystą uczelnią jako nauczyciel akademicki, specjalista w zakresie kryminalistyki i archeologii sądowej. Jest kierownikiem Katedry Kryminalistyki na Wydziale Prawa, Administracji i Ekonomii Uniwersytetu Wrocławskiego oraz kierownikiem Studiów Podyplomowych Kryminalistyki, a także Międzywydziałowych Studiów Podyplomowych Archeologii Sądowej. Opiekun Studenckiego Koła Naukowego Kryminalistyki. Autor licznych publikacji naukowych, ekspertyz i opinii prawnych.
Maciej Trzciński jest członkiem Okręgowej Izby Radców Prawnych we Wrocławiu, zastępcą przewodniczącego rady naukowej Polskiego Towarzystwa Kryminalistycznego, członkiem European Network of Forensic Science Institutes, Rady Ochrony Zabytków, Rady Ochrony Dziedzictwa Archeologicznego, Stowarzyszenia Naukowego Archeologów Polskich, oraz członkiem ICOM Poland (Międzynarodowa Rada Muzeów).

### Książki
- Zabytki jurysdykcji karnej na Śląsku od XIII do XVIII w. Miecz katowski, pręgierz, szubienica, Wrocław 2001. ISBN:978-83-884-3018-3
- Przestępczość przeciwko zabytkom archeologicznym. Problematyka prawno-kryminalistyczna, Warszawa 2010. ISBN 978-83-264-0234-0
- Kryminalistyka i Archeologia Sądowa w Procesie Poszukiwania Ukrytych Zwłok, Wolters Kluwer, Warszawa 2021. ISBN 978-83-8246-177-0.

Ponadto Maciej Trzciński jest autorem licznych publikacji z zakresu prawa, kryminalistyki i archeologii sądowej.

## Odznaczenia i wyróżnienia
Odznaczony został Brązowym Medalem „Zasłużony Kulturze Gloria Artis” oraz Złotą Odznaką „Za opiekę nad zabytkami”.